# Cucerirea planetei maimuțelor
Cucerirea planetei maimuțelor (Conquest of the Planet of the Apes) este un film SF american din 1972 regizat de J. Lee Thompson. În rolurile principale joacă actorii Roddy McDowall, 
Don Murray, Ricardo Montalbán și Natalie Trundy. Este al patrulea film din seria Planeta maimuțelor produsă de Arthur P. Jacobs.

## Prezentare
Cezar, fiul lui Cornelius și Zira, conduce maimuțele într-o revoltă contra oamenilor deoarece o boală a ucis toți câinii și toate pisicile și acum maimuțele sunt animalele de companie ale oamenilor care sunt tratate ca niște sclavi. Cezar are inteligența de se împotrivi acestei opresiuni.

## Actori
- Roddy McDowall este Caesar
- Don Murray este Governor Breck
- Ricardo Montalban este Armando
- Natalie Trundy este Lisa
- Hari Rhodes este MacDonald
- Severn Darden este Kolp
- Lou Wagner este Busboy
- John Randolph este Commission Chairman
- Asa Maynor este Mrs. Riley
- H.M. Wynant este Hoskyns
- David Chow este Aldo
- Buck Kartalian este Frank (Gorilla)
- John Dennis este Policeman
- Paul Comi este 2nd Policeman
- Gordon Jump este Auctioneer
- Dick Spangler este Announcer